# Проран

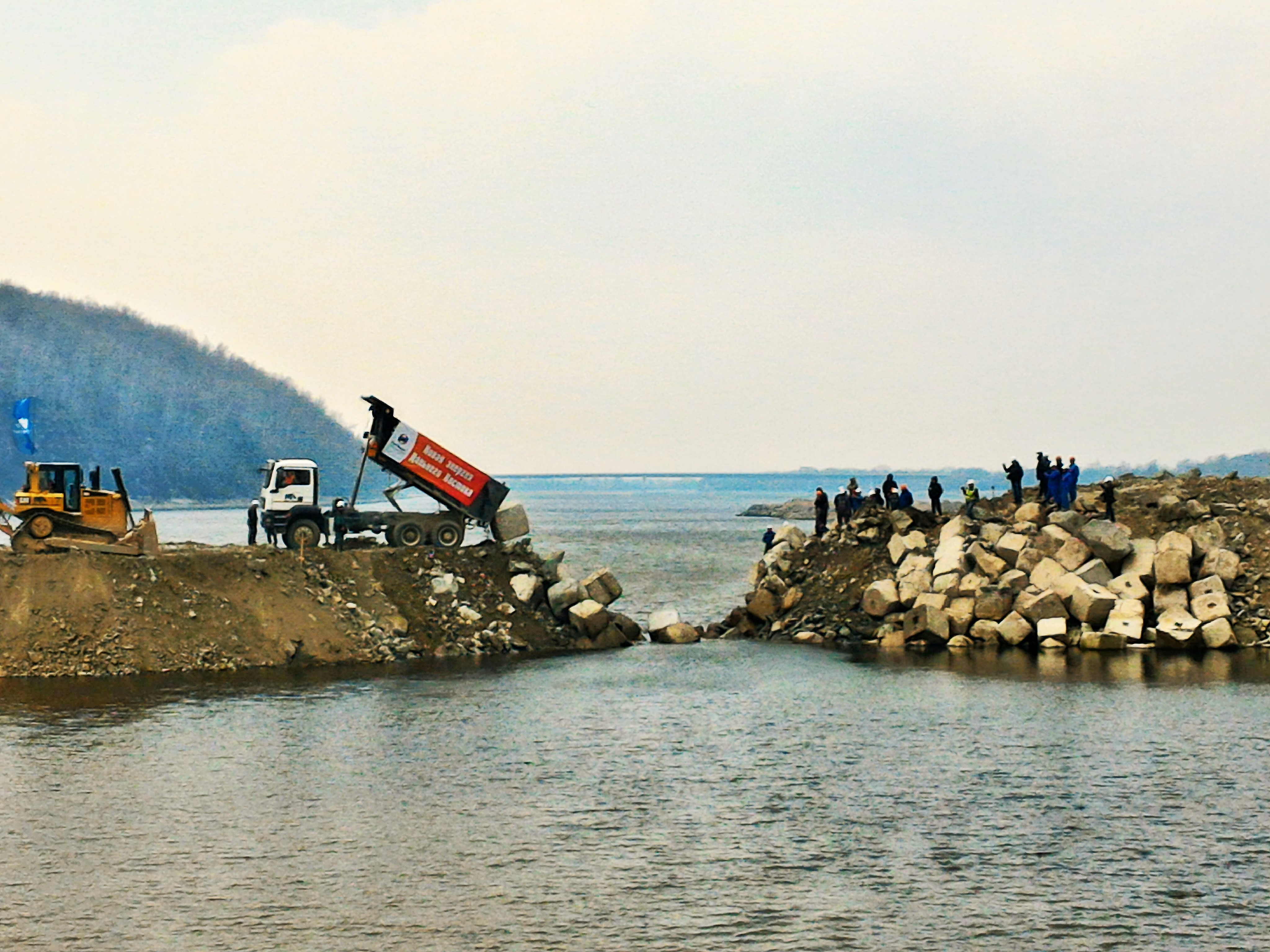
Перекрытие прорана при строительстве Нижне-Бурейской ГЭС

Прора́н — свободная (не перекрытая) часть русла реки, предназначенная для пропуска воды при строительстве гидротехнического сооружения; либо узкий проток в косе, отмели или спрямленный участок реки, образовавшийся в результате прорыва излучины в половодье.
Также прораном называют промоину, образующуюся при прорыве водным потоком напорного гидротехнического сооружения, например дамбы или земляной плотины.

## В строительстве гидротехнических сооружений
При строительстве напорного гидротехнического сооружения закрытием прорана заканчивается полное перекрытие русла реки.